# ハリウッド・トゥナイト
「ハリウッド・トゥナイト」（原題: Hollywood Tonight）は、マイケル・ジャクソンの楽曲。アルバム『MICHAEL』に収録。

## 解説
2001年にアルバム『インヴィンシブル』のために書かれるも、アルバムに収録されることはなかった。2007年にアーカイブから発掘され、2010年完成に至った。